# سایه‌زن

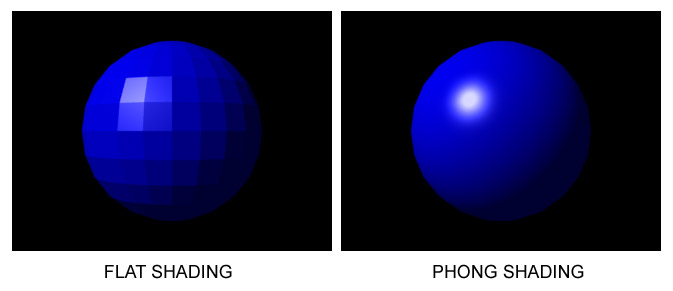
معمولا از سایه زن‌ها یا شیدرها برای تولید مدل‌های سه بعدی نورپردازی شده یا سایه افتاده استفاده می‌شود. سایه زن فونگ یکی از اولین شیدرهای ساخته شده پس از سایه زن تخت بود که ظاهر مدل‌های سه بعدی را به صورت چشمگیری بهبود بخشید.

در حوزهٔ گرافیک رایانه‌ای، سایه‌زَن (به انگلیسی: Shader) به مجموعه‌ای از دستورهای نرم‌افزاری گفته می‌شود که بخشی از عملیات رندر است و عمدتاً وظیفه انجام محاسبات مربوط به رنگ را دارد.
سایه‌زن توسط طراحان برنامه‌های سه‌بعدی به‌کاربرده می‌شود و با آن می‌توان جزئیات بیشتری مثل سایه‌ها، انعکاس نور، ایجاد مه و غیره را بسیار واقعی‌تر نمایش داد.
هر چه بسامد بخش سایه‌زنی بالاتر باشد، امکان نمایش تصاویر طبیعی‌تر هم بالاتر می‌رود. بسامد سایه‌زن به بسامد هسته گرافیکی وابسته‌است، از این‌رو کارت‌هایی با فرکانس هسته بیشتر، سرعت سایه‌زنی بهتری هم دارند.
واحدهای سایه‌زنی، واحدهای پایه هستند که درون پردازنده گرافیکی قرار دارند و عملیات پردازش گرافیکی داخل آنها صورت می‌گیرد. هر چه تعداد واحدهای سایه زنی بیشتر باشد سرعت پردازش گرافیکی بالاتر می‌رود.
سایه‌زن پیکسلی وظیفه محاسبه رنگ هر پیکسل را به‌طور جداگانه بر عهده دارد و سایه‌زن بُرداری وظیفه تبدیل هر رأس در فضای سه‌بعدی به معادل مختصات دوبعدی آن را دارد.